# Magdalenin stolp
Magdalenin stolp (francosko Tour Magdala) je stolp v južnofrancoski vasi Rennes-le-Château. Zgrajen je bil leta 1907 po prenovi vaške cerkve sv. Marije Magdalene na posestvu župnika Saunièra. Stolp, zgrajen v neogotskem slogu, je bil knjižnica in Saunièrovo zatočišče. Na duhovnikovem posestvu sta bila tudi majhen park in vila Béthania.
Tla so sestavljena iz mozaičnih, kot šahovnica položenih ploščic. 22 stopnic vodi do prve ploščadi stolpa. Prvotno je na zgornjo ploščad z dvanajstimi cinami vodila lestev. Stolp na obrobju Rennes-le-Châteauja ponuja pogled na okolico.
Stolp je postal slaven z omembo v psevdoznanstveni knjigi Sveta kri in sveti gral (Originalni naslov The Holy Blood and the Holy Grail) avtorjev Henryja Lincolna, Michaela Baigenta in Richarda Leigha, z drugimi zgradbami v Rennes-le-Châteauja pa je postal predmet oblikovanja sodobne legende. Grafične predstavitve stavbe najdemo v računalniški igri Gabriel Knight 3, ki tematizira stavbe v Rennes-le-Château in tudi samo vas.